# Anders Bjurner
Bo Anders Bjurner, född 1943, är en svensk diplomat.
Bjurner har tjänstgjort på Utrikesdepartementet sedan 1969, bland annat i Lusaka och Luanda. Han var ambassadråd på svenska FN-representationen i New York 1984-1987, minister med ställning som ambassadör och chef för Sveriges ESK-ordförandegrupp 1992–1993, och biträdande statssekreterare på UD 1995–2000. Åren 2000–2002 var han svensk representant i EU:s Kommittén för utrikes- och säkerhetspolitik (KUSP), som bland annat arbetar med civila och militära fredsinsatser utanför EU. Därefter var han chef för UD:s Enhet för europeisk säkerhetspolitik (2002–2006). Han var ambassadör i Rom 2006–2010, jämväl i Tirana 2007–2009.
Anders Bjurner är gift med f d kabinettssekreterare Annika Söder.
Bjurner är ledamot av Kungliga Krigsvetenskapsakademien sedan 2004.

## Utmärkelser
- Storkors av Italienska republikens förtjänstorden, 24 mars 2009.[3]